# Michael Choraeus

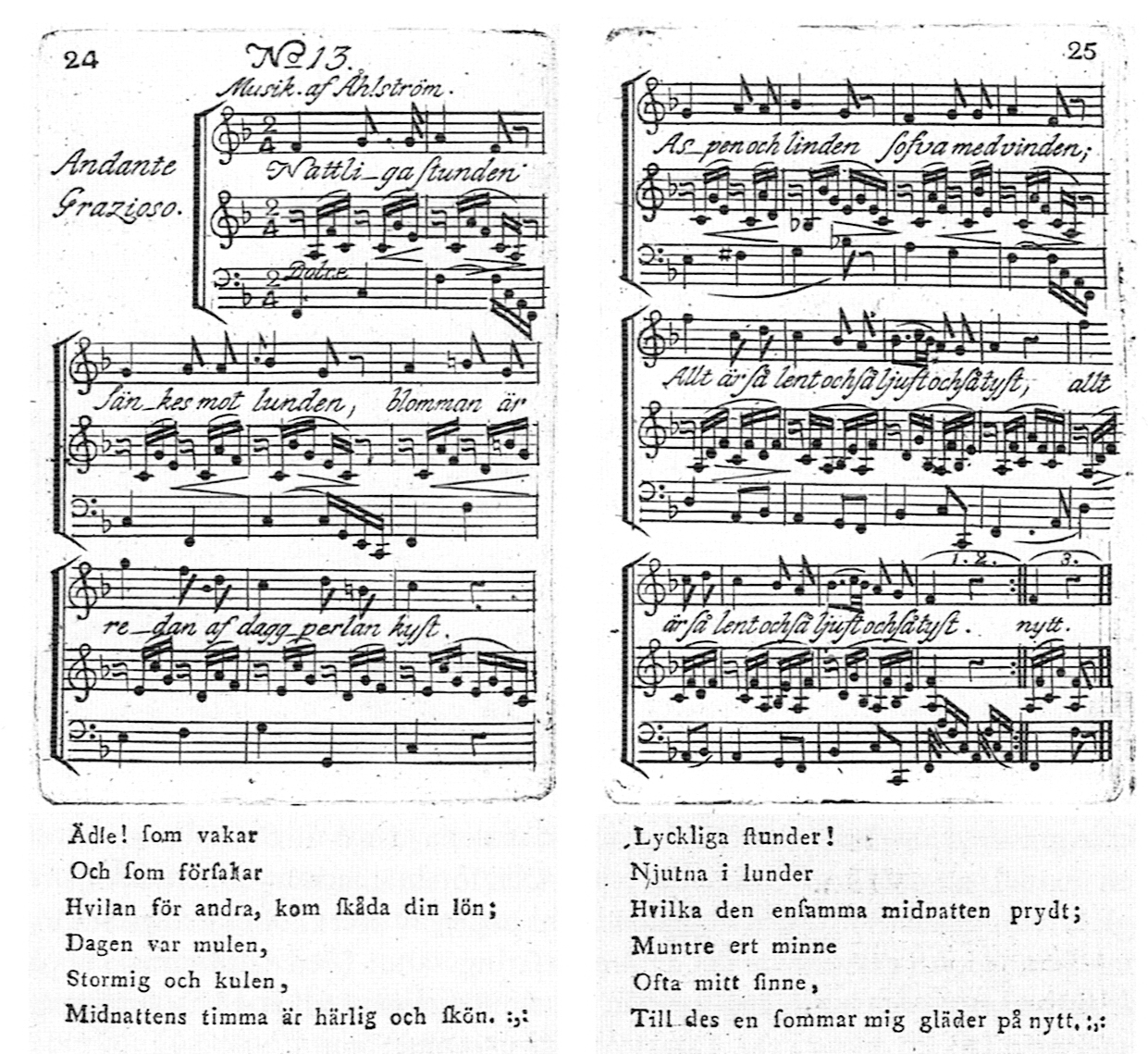
Sommarnatten. Text: Michael Choraeus. Musik: Olof Åhlström. Ur: Skaldestycken satte i musik. XI:13, 1803

Michael Choraeus, född den 15 mars 1774 i Vörå, Finland, död 3 juni 1806 i Solna socken var en finlandssvensk präst och författare. 

## Biografi
Föräldrar var prästen Mikael Choraeus (född 6 november 1739 i Ylistaro, död 3 juni 1790 i Kristinestad) och hans fru Anna Margareta Hammar (död 1792). Han föddes i Vörå socken i Österbotten, där fadern då var pastorsadjunkt. Efter dennes död tog sig en släkting, domprosten Johan Michael Fant i Västerås, an den fattige ynglingen och lät honom genomgå Västerås gymnasium. Han stöttade honom även då han 1792 började sina studier vid Uppsala universitet och tills han 1797 tog magisterexamen. Under tiden i Uppsala tillhörde Choraeus den Finska nationen. Därefter vistades han under några år på olika orter i Finland som informator samtidigt som han utvecklade sina poetiska anlag. 
Choraeus blev 1799 docent i vältalighet vid Kungliga Akademien i Åbo, men fortsatte även därefter med informatorsverksamheten, tills han 1802 flyttade tillbaka till Sverige. Han blev teologie adjunkt vid krigsakademien på Karlberg samt hovpredikant och pastor vid Södermanlands regemente. 
Han gifte sig 1805 med Sofia Kristina Wester (död 1829) i hennes andra äktenskap. Efter Choraeus död i lungsot försommaren 1806, gifte hon om sig 1807 med Frans Michael Franzén.

## Författarskap
Choraeus blev först känd som skald genom ett tal på vers, hållet 1799 vid Åbo akademi med anledning av den nye tronarvingen kronprins Gustavs födelse. Samma år och det följande fick han pris från Svenska akademien och från Göteborgs vetenskaps- och vitterhetssamhälle samt 1802 belönade den senare med stora accessit hans Ehrensvärd. Skaldesång.
Mera bekant än genom dessa utmärkelser, blev Choraeus genom sina mindre sånger som spriddes genom Åbo tidningar och Stockholmsposten och  några såsom Enkans visa och En tanke på min egen graf levde snart på allas läppar. Det är genom dessa mindre sånger av naiv och elegisk art, som hans namn lever kvar. I de övriga dikterna däremot, i synnerhet de större, visar sig Choraeus skaldskap påverkat av sin tids smak och har mindre originalitet. Vid Karlberg blev Choraeus känd som andlig talare. 
Choraeus har gett namn åt Choreauspriset, ett litterärt pris som årligen delas ut av Olof och Siri Granholms stiftelse för den svenskösterbottniska litteraturen. 

## Psalmer
År 1807 utgavs två samlingar Omarbetning af svenska psalmer av Choraeus och Johan Olof Wallin i samarbete. Choraeus namn som psalmdiktare har bleknat bort vid sidan av Wallins, som till skillnad från den förstämnde fick ett långt liv. Frans Michael Franzén, som utgav hans Samlade skaldestycken 1815 (i en andra upplaga 1820), skrev där även en biografi.
- Den svenska psalmboken 1819
  - 246 Herre, du min tröst och fromma, bearbetning

### Samlade skrifter och urval
- Samlade skaldestycken / [förord: Frans Michael Franzén]. Örebro. 1815. Libris 22660683. https://litteraturbanken.se/f%C3%B6rfattare/ChoraeusM/titlar/SamladeSkaldestycken/sida/I/faksimil?om-boken - Innehåller även en biografi.
- Michael Choraeus, skalden : belyst genom några förut otryckta skriftstycken, såsom bilagor till hans biografi / samlade och utg. af J. Oskar I. Rancken. Nikolaistad. 1875. Libris 368611
- Michael Choraeus; Ernst Lagus (1901), Mikael Choræi valda dikter. Med, En lefnadsteckning / af Ernst Lagus., Skrifter utgivna av Svenska litteratursällskapet i Finland, Helsingfors, Wikidata Q113393920, ISSN 0039-6842, https://urn.fi/urn:NBN:fi-fd2019-00022074
- Ernst Lagus (1903), Bref, tal och andra skrifter af Mikael Choræus / utgifna af E. Lagus., Skrifter utgivna av Svenska litteratursällskapet i Finland, Helsingfors, Wikidata Q113393927, ISSN 0039-6842, https://urn.fi/urn:NBN:fi-fd2019-00022048

## Övrigt

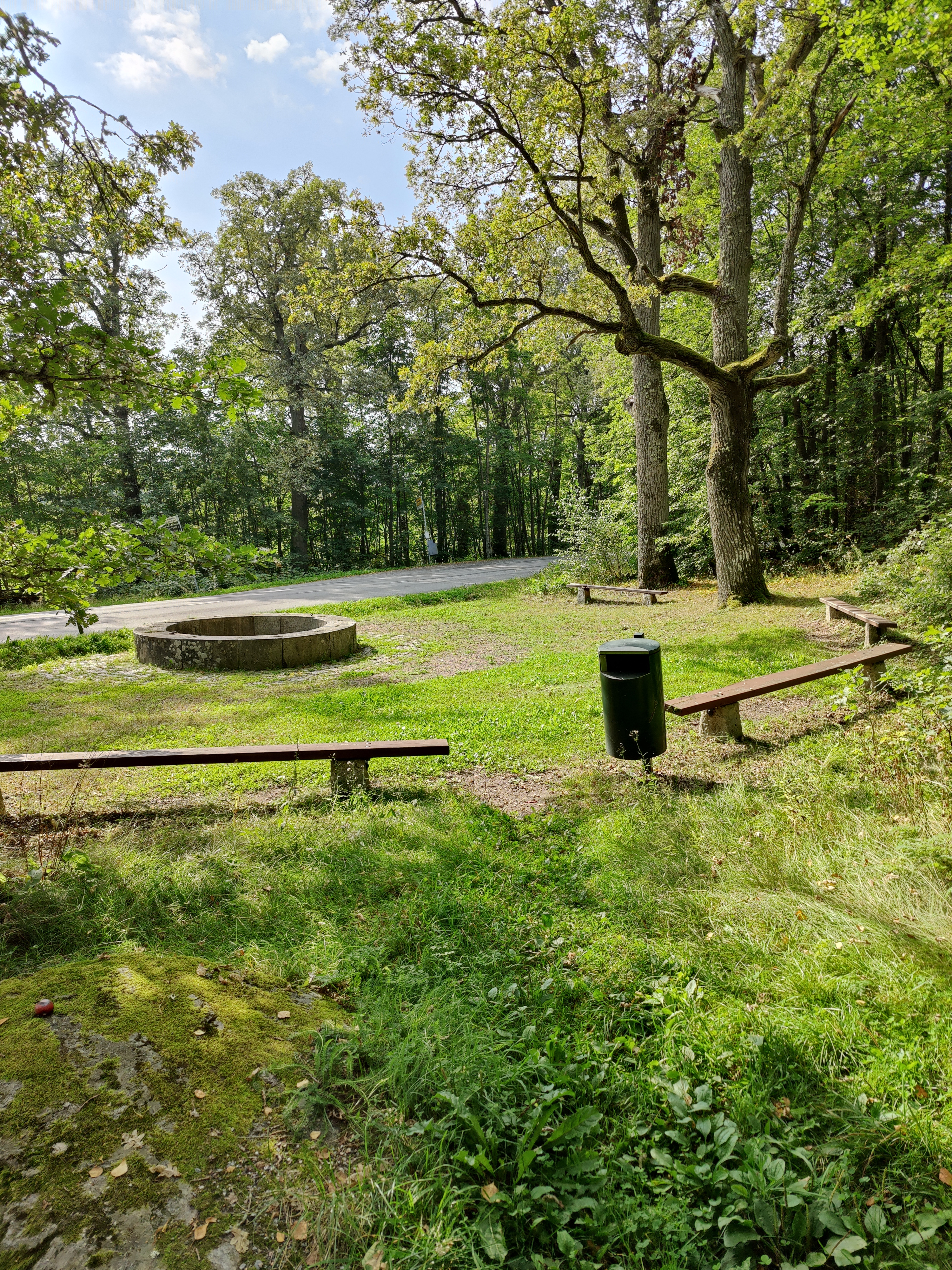
Choraei källa på Runsala

Choraei källa på ön Runsala utanför Åbo är känd som studenternas utfärdsplats från omkring år 1820. Källan försågs 1849 med ett cirkelrunt kar och en sockel, båda av gråsten. På karets rand står inskriften Fons Choraei Phoebei perennis (Skalden Choraeus’ ständigt rinnande källa).